# Bon Odori

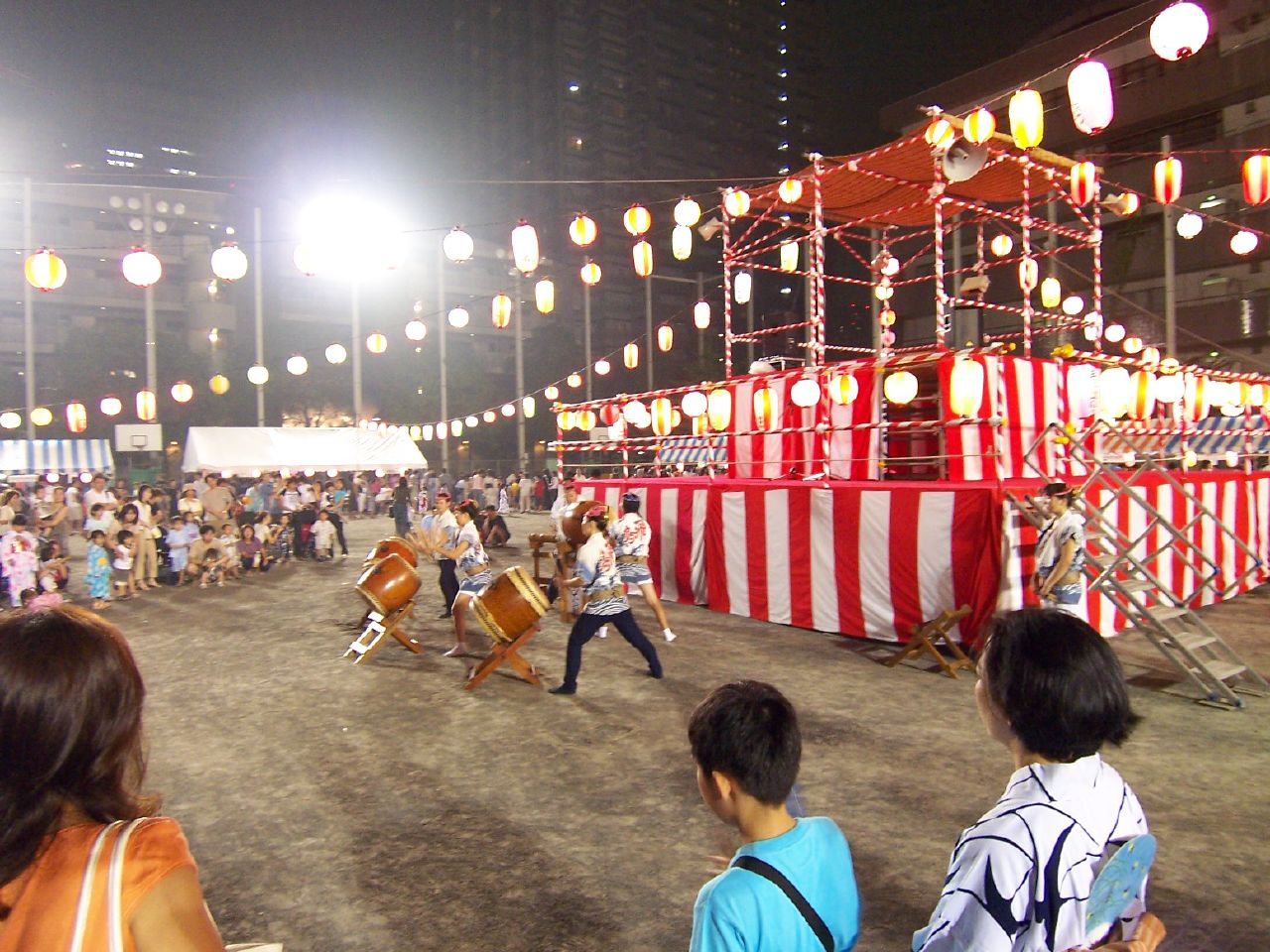
Parte de las festividades realizadas en el Bon Odori.

El Bon Odori (盆踊り?) es un festival de danza tradicional japonés. El Bon Odori se celebra en Japón cada verano (entre julio y agosto) y es organizado localmente por cada ciudad.
Bon es una temporada festiva durante la cual se da la bienvenida a las almas de los ancestros. El Bon es una tradición budista, originaria de China.
Durante el Bon Odori la gente se reúne en lugares abiertos alrededor de una torre, llamada Yagura (櫓) con tambores taiko (tambor japonés) y baila al compás de la música tradicional. La música debe ser alegre para dar la bienvenida a las almas de los ancestros y la gente debe mantener un humor alegre. El Bon Odori debe ser celebrado durante la noche debido a que se cree que las almas de los ancestros regresan durante la noche.

## Principales rituales de Obon
El primer día, las familias limpian las tumbas de sus familias y llaman a los espíritus ancestrales de regreso a casa. Las linternas se encienden la noche del 13 de agosto en el ritual a las puertas de las casas y dentro de ellas en un ritual “mukae-bon”, para dar la bienvenida a las almas de los seres queridos.
Se decora un pepino con cuatro palos, para simbolizar un caballo, para que los espíritus puedan llegar más rápido. El día 16, la berenjena representa al buey para que los antepasados regresen más lentamente a su mundo.
El baile folclórico de Bon Odori se realiza en las calles durante todo el festival, y también en templos, parques y jardines, al son de los tambores Taiko, con bailarines vistiendo un yukata (kimono de verano). Y cualquiera puede unirse al baile.
El último día del festival, los japoneses utilizan su creatividad para hacer linternas de papel, pintadas con el nombre o el escudo de la familia. En un ritual llamado Tooro Nagashi, se colocan linternas en ríos, lagos y mares para mostrar a los espíritus de la familia el camino de regreso a su mundo.

## Argentina

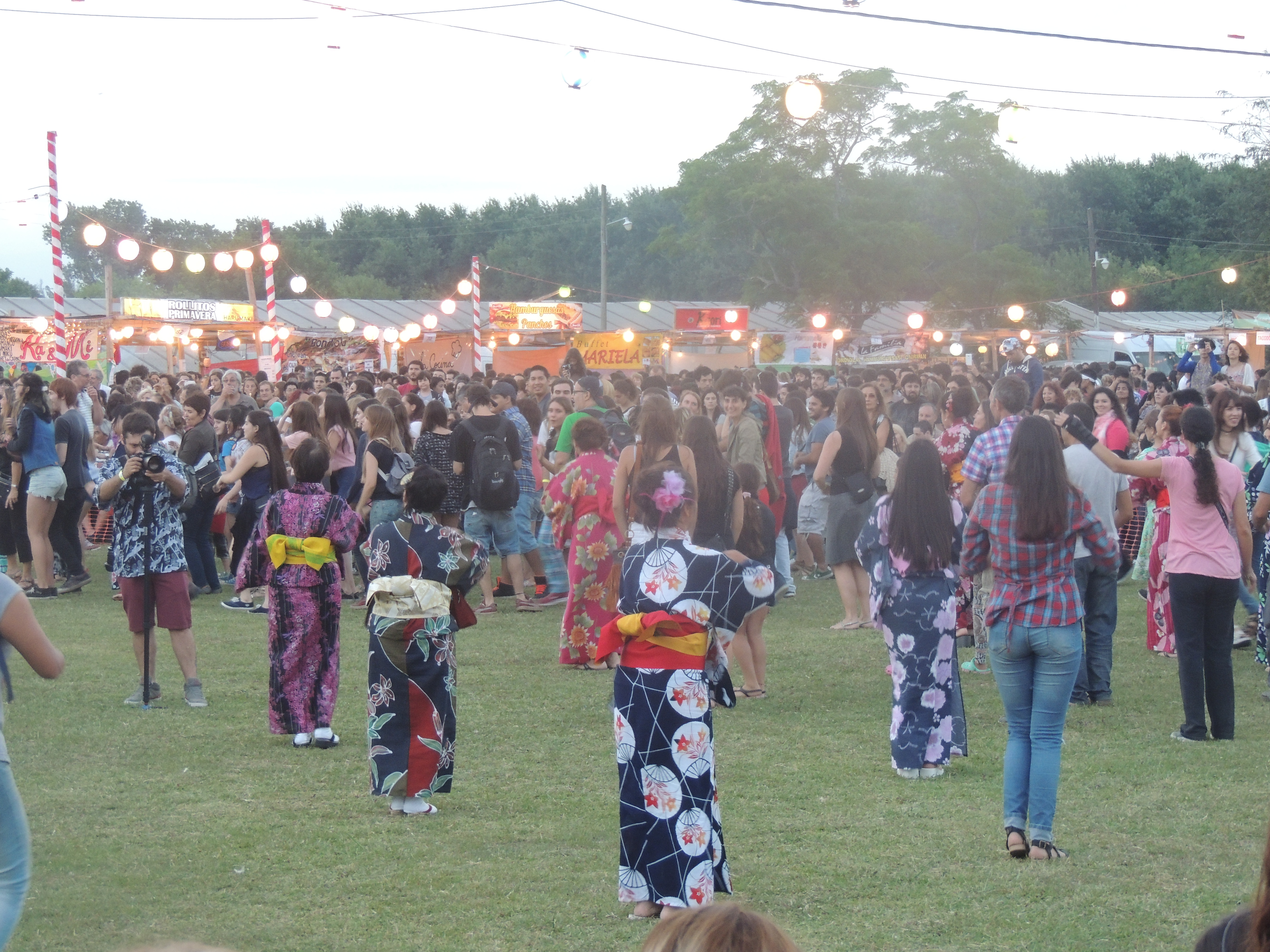
Festival Bon Odori en Colonia Urquiza (Argentina).

En Argentina la comunidad japonesa lo festeja durante el verano austral.
Desde 1999, en Colonia Urquiza, partido de La Plata, se celebra el "Bon Odori La Plata" en el predio de la Escuela Japonesa de dicha ciudad (calle 186 y 482). Todos los años, en el segundo sábado del mes de enero (según el calendario español), miles de personas se suman al festejo. Durante toda la tarde y noche se realizan show de taiko y daiko, presentaciones de danza tradicional, feria de artesanías e indumentaria, juegos, patio de comidas, espectáculos de fuegos artificiales y el tradicional baile colectivo alrededor de la torre principal (yagura).